# ČSD-Baureihe T 333.0
Die Fahrzeuge der ČSD-Baureihe T 333.0 waren Diesellokomotiven der Tschechoslowakischen Staatsbahnen (ČSD) für den Rangierdienst. Sie entstanden 1943, um den Verschubdienst in größeren Bahnhöfen zu rationalisieren.

## Geschichte
Die zwei Prototypen wurden 1943 bei Škoda in Pilsen gebaut. Erste Versuchseinsätze erfolgten im leichten Rangierdienst um Pilsen, wo sie sich bewährten. Bedingt durch die Kontingentierung des Dieselkraftstoffes im Zweiten Weltkrieg erfolgten keine Einsätze mehr. Die Maschinen wurden in Zdice hinterstellt.
Zum regulären Einsatz der Lokomotiven kam es erst nach der Abnahme im Werk Nymburk um 1948.
Die T 333.001 kam nach Cheb, wo sie den Verkehr auf Nebenbahnen übernahm und um 1957 ausgemustert wurde.
Die T 333.002 wurde später nach Šumperk gegeben, wo sie im Rahmen einer Hauptausbesserung einen neuen Motor 12 V 170 DR erhielt. 1963 wurde sie in Žilina ausgemustert. Beide Maschinen wurden nach der Ausmusterung verkauft.

## Technische Merkmale
Die Diesellokomotiven hatten mechanische Kraftübertragung. Sie entsprachen in ihrer Konzeption den deutschen Wehrmachtslokomotiven.
Die Lokomotiven besaßen einen Achtzylinder-Dieselmotor von Škoda, der einen Kolbendurchmesser von 175 mm und einen Hub von 240 mm hatte. Die Leistung wurde über ein vierstufiges Getriebe an eine Blindwelle abgegeben. Das Schalten zwischen den einzelnen Gängen erfolgte durch eine pneumatisch gesteuerte Kupplung. Die Treibachsen wurden über Treib- und Kuppelstangen angetrieben.